# Seseli nitidum
Seseli nitidum är en flockblommig växtart som beskrevs av Heinrich Gustav Reichenbach. Seseli nitidum ingår i släktet säfferötter, och familjen flockblommiga växter. Inga underarter finns listade i Catalogue of Life.